# Dennis Marion Schnurr

Erzbischofswappen von Dennis Marion Schnurr

Dennis Marion Schnurr (* 21. Juni 1948 in Sheldon, Iowa) ist ein US-amerikanischer Geistlicher und emeritierter römisch-katholischer Erzbischof von Cincinnati.

## Leben
Dennis Marion Schnurr empfing am 20. Juli 1974 das Sakrament der Priesterweihe für das Bistum Sioux City. Dort war er bis 1985 in der Diözesanverwaltung tätig, unter anderem als Finanzdirektor (1980–1985). Von 1989 bis 1995 war Schnurr Generalsekretär der Bischofskonferenz der Vereinigten Staaten.
Am 18. Januar 2001 ernannte ihn Papst Johannes Paul II. zum Bischof von Duluth. Der Erzbischof von Saint Paul and Minneapolis, Harry J. Flynn, spendete ihm am 2. April desselben Jahres die Bischofsweihe; Mitkonsekratoren waren der emeritierte Bischof von Sioux City, Lawrence Donald Soens, und der Apostolische Nuntius in den Vereinigten Staaten, Erzbischof Gabriel Montalvo Higuera. Am 17. Oktober 2008 ernannte ihn Papst Benedikt XVI. zum Koadjutorerzbischof von Cincinnati. Die Amtseinführung erfolgte am 7. Dezember desselben Jahres. Dennis Marion Schnurr wurde am 21. Dezember 2009 in Nachfolge von Daniel Edward Pilarczyk, der aus Altersgründen zurücktrat, Erzbischof von Cincinnati.
In einem Interview mit John L. Allen im Juni 2010 sprach sich Schnurr dafür aus, in der katholischen Kirche statt „von der Lehre Roms mehr von der Lehre Christi“ zu sprechen. Er kritisierte auch die Definition eines „guten Bischofs“ in den Medien.
Am 12. Februar 2025 nahm Papst Franziskus das altersbedingte Rücktrittsgesuch von Dennis Marion Schnurr an.